# Spätberufenenseminar
Ein Spätberufenenseminar ist eine römisch-katholische Bildungseinrichtung, die Interessenten am Priesterberuf auf dem zweiten Bildungsweg zum Abitur (Matura) führt. Die Absolventen sollen so in die Lage versetzt werden, an einer staatlich anerkannten Hochschule Theologie studieren und Priester werden zu können – für eine Diözese oder auch eine Ordensgemeinschaft. Ein Spätberufenenseminar besteht in der Regel aus einem Internat, dem eine Schule des zweiten Bildungswegs entweder gleich angeschlossen oder doch zumindest als freier Kooperationspartner zugeordnet ist. 
Als protestantisches Pendant existiert in Deutschland die Pfarrverwalter-Ausbildung der Evangelisch-Lutherischen Kirche in Bayern (ELKB) an der Augustana-Hochschule Neuendettelsau.

## Geschichte
Spätberufenenseminare gibt es vornehmlich im deutschen Sprachraum. Denn das hiesige gegliederte Schulsystem: Hauptschule – Realschule – Gymnasium erwies sich in früheren Jahrzehnten als extrem undurchlässig. Ein nachträgliches Aufrücken in eine höhere Schulform war nur schwer möglich. Und wer mit Haupt- oder Realschulabschluss eine Berufsausbildung absolviert hatte und nun in fortgerücktem Alter doch noch das Abitur erwerben wollte, hatte keine reale Chance. 
Zudem war der Erwerb der höheren Schulbildung mit erheblichen Kosten verbunden, weshalb die katholische Kirche Einrichtungen unterhielt (z. B. Konvikte), in denen begabte Jugendliche aus einfacheren Verhältnissen, die sich für ein Theologiestudium interessierten, auch ohne den entsprechenden finanziellen Hintergrund das Abitur erwerben konnten; das gleiche Ziel verfolgte man mit Stipendien. Für bereits erwachsene Männer, die erst spät eine Berufung zum Priester empfanden (daher der Name), gab es solche Angebote jedoch nicht. 
Die erste Unterstützungsstruktur für Spätberufene gründete im Jahr 1920 Pastor Bernhard Zimmermann: das Clemens-Hofbauer-Hilfswerk für Priesterspätberufe. Zimmermann war selbst Spätberufener gewesen und hatte sich ohne jede Unterstützung zum Abitur durchkämpfen müssen. Ihm schwebte nun eine Schule neuen Typs vor, die es bislang noch nicht gab: speziell für Erwachsene mit Berufserfahrung. So gründete er in Warstein-Belecke 1922 das Studienheim St. Klemens. Die Bischöfe waren anfangs skeptisch, weil sie eine Priesterschwemme befürchteten, übernahmen dann aber seine Idee, als sie den enormen Zulauf und die schulischen Erfolge sahen. 1926 errichtete Zimmermann eine Filiale in Aschaffenburg für Süddeutschland, und zog 1928 mit seiner Einrichtung in einen Neubau in Bad Driburg. 1927 öffnete das Erzbistum München und Freising in Schloss Fürstenried bei München das Spätberufenenseminar St. Matthias. In Ebikon in der Schweiz gründeten Pallottiner eine Spätberufenenschule und benannten sie ebenfalls nach dem hl. Klemens Maria Hofbauer.
In der Nachkriegszeit nach dem Zweiten Weltkrieg in Deutschland wurde die bildungspolitische Pionierleistung der Kirche aufgegriffen und staatlicherseits nahezu flächendeckend der zweite Bildungsweg zum Abitur eingerichtet, insbesondere im Land Nordrhein-Westfalen. Hier kann man heute in fast jeder größeren Stadt an sogenannten Kollegschulen das Abitur „nachholen“. Auch aus diesem Grund brach die Nachfrage nach kirchlichen Spätberufenenseminaren seit Mitte der 1980er Jahre extrem ein. Seit ca. 1970 werden Studierende des Zweiten Bildungswegs unabhängig vom Elterneinkommen finanziell unterstützt nach Maßgabe des BAFöG.
In der DDR wurde es Kritikern des Sozialismus und des Staates, insbesondere christlich Engagierten, die auf die Jugendweihe verzichteten, verwehrt, eine höhere Schulbildung zu erlangen und eine Universität zu besuchen. Hier half die Kirche über sogenannte Proseminare wie das Norbertinum in Magdeburg weiter.
In Österreich wurde 1954 ein überdiözesanes Spätberufenenseminar für die österreichischen Diözesen in Rosenburg in Niederösterreich eingerichtet, das 1959 in ein neu errichtetes Zentrum nach Horn übersiedelte.

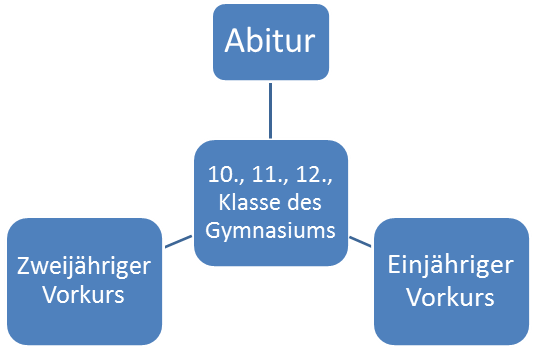
Gymnasium

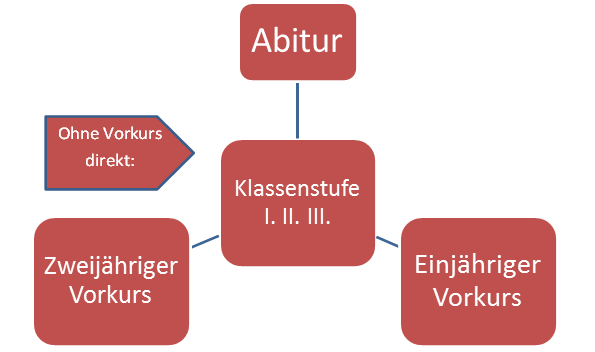
Kolleg

## Bildungsprogramm
Schüler aus Hauptschule, Realschule oder anderen Bildungszweigen werden über das Gymnasium, Studierende mit Berufsausbildung über das Kolleg zum Abitur Allgemeine Hochschulreife geführt. Entsprechende  Vorkurse zur Angleichung des Bildungsniveaus werden angeboten. 
Der Unterricht ist speziell auf Erwachsene ausgelegt. Da für das Theologiestudium die Kenntnis alter Sprachen (Altgriechisch und Lateinisch) Voraussetzung ist, handelt es sich meist um ein Humanistisches Gymnasium bzw. Kolleg.

## Außerschulische Förderung
In Ergänzung zum Schulunterricht bieten die Spätberufenenseminare eine ausgezeichnete Lebensschule. Ein umfassendes Programmangebot nimmt den ganzen Menschen in den Blick: Sport, Sprech-, Gesangs- und Instrumentalunterricht, kulturelle Angebote und Exkursionen, religiöse Bildung Bibelkunde etc. Durch das Gemeinschaftsleben und eine gezielte Begleitung werden soziale Kompetenzen gestärkt. So kann der Studierende in Erfahrung bringen, ob der Priesterberuf für ihn tatsächlich in Frage kommt.

## Bekannte Spätberufenenseminare
- Studienheim St. Klemens / Clementinum Paderborn, Träger: Clemens-Hofbauer-Hilfswerk für Priesterspätberufe e.V. Bad Driburg, 1997 geschlossen
- St. Matthias Waldram, Wolfratshausen bei München, seit 2017 nur noch Schule und Wohnheim
- Theresianum, Bamberg, seit 2018 nur noch Schule

Geschlossene Spätberufenenseminare 
- Norbertuswerk
- Kirchliches Proseminar Naumburg
- Erzbischöfliches Seminar St. Pirmin, Sasbach in der Ortenau*
- Spätberufenenschule Fockenfeld, wurde 2021 geschlossen